# Trichogaster leeri
Trichogaster leeri és un peix d'aigua dolça tropical de l'ordre dels perciformes oriünd de Tailàndia, Malàisia, Sumatra i Borneo. És present en pantans de les terres baixes amb aigua àcida. Aquest peix prefereix estar a prop de la superfície de l'aigua. molt popular en el món de l'aquariofília.
Pot arribar a mesurar 12 cm de longitud. El cos és de color marró platejat, cobert amb un patró similar a perles. L'aleta anal perllonga la silueta del cos i és comú que estigui gairebé unida a la caudal; l'aleta anal és marró vermellosa i està coberta per un mosaic d'iridescències d'un color format per una barreja de blanc amb violeta blavós. La part inferior del cos és de color vermellós. Del musell li neix una taca marró fosca en ziga-zaga, que recorre tot el seu costat.
Les aletes pectorals es troben transformades en bigotis que utilitza com a òrgans sensorials en aigües tèrboles. Les diferències entre sexes són molt apreciables: el mascle, a més de posseir una coloració més brillant (colors més vius i ventre vermellós), presenta les aletes anal i dorsal en punta, a més, presenta l'aleta anal acabada en una sèrie de filaments allargats acabats en punta. La femella presenta una coloració més apagada (coloració predominantment marronosa i ventre blanquinós), una mida més petita i les aletes anal i dorsal arrodonides.